# Trace (algèbre)
Pour les articles homonymes, voir Trace.
En algèbre linéaire, la trace d'une matrice carrée A est définie comme la somme de ses coefficients diagonaux et souvent notée Tr(A) ou tr(A). La trace peut être vue comme une forme linéaire sur l'espace vectoriel des matrices. Elle vérifie l'identité : Tr(AB) = Tr(BA), et est en conséquence invariante par similitude.
De façon voisine, si u est un endomorphisme d'un espace vectoriel de dimension finie sur un corps commutatif K, on peut définir la trace de l'opérateur u, par exemple comme trace de sa matrice dans n'importe quelle base.
Plus généralement, sur une algèbre A, une trace est une forme linéaire λ telle que λ(ab) = λ(ba). Cette définition se rencontre en particulier dans l'étude des algèbres de von Neumann, qui sont des algèbres d'opérateurs sur des espaces de Hilbert.

## Exemples d'applications
- En algèbre linéaire, la trace d'un opérateur u est la somme de ses valeurs propres comptées avec multiplicité. Par exemple, la trace d'une rotation de {\displaystyle \mathbb {R} ^{3}} est 1+2 cos(θ) et fournit donc l'angle de rotation θ.
- En théorie de Galois, la trace est à l'origine de la définition de la forme trace. Cette forme est aussi utilisée en théorie algébrique des nombres, par exemple pour définir le discriminant d'un anneau d'entiers algébriques.
- Dans la théorie des représentations de groupes, la trace d'une représentation est son caractère. Par exemple, pour une représentation d'un groupe fini, son caractère permet de comprendre sa décomposition en somme directe de représentations irréductibles. Cette théorie permet de mieux comprendre la structure d'un groupe. En conséquence, on retrouve l'utilisation de cet outil dans la démonstration de théorèmes sur le sujet, par exemple celui de Burnside sur les groupes résolubles, ou celui sur les sous-groupes de GL(n,ℂ) dans le cadre du problème de Burnside.
- Dans l'étude des groupes de Lie, et toujours en rapport avec la théorie des représentations, la trace permet de définir la forme de Killing, qui est une forme quadratique sur l'algèbre de Lie correspondante. Le critère de Cartan en montre l'importance. Par exemple, la forme de Killing est définie négative si et seulement si la composante neutre est compacte (théorème de Myers).
- En calcul différentiel, sur l'espace des matrices, la trace apparaît comme la différentielle du déterminant en la matrice identité.
- La trace intervient également dans la définition de la divergence d'un champ de vecteurs, qui mesure le défaut à ce que son flot préserve le volume.

## Définitions

### Trace d'une matrice carrée
Étant donné une matrice carrée
{\displaystyle A=(a_{i\,j})_{1\leq i,j\leq n}}
à coefficients dans un corps commutatif K (ou seulement dans un anneau commutatif), sa trace, notée Tr(A), est le scalaire somme des coefficients de sa diagonale principale :
{\displaystyle \mathrm {Tr} (A)=\sum _{i=1}^{n}a_{i\,i}}.
Pour toutes matrices carrées A et B (de même ordre) et pour tout scalaire α∊K, les propriétés suivantes sont vérifiées :
{\displaystyle {\begin{matrix}\mathrm {Tr} (A+B)&=&\mathrm {Tr} (A)+\mathrm {Tr} (B)\\\mathrm {Tr} (\alpha A)&=&\alpha \mathrm {Tr} (A)\\\mathrm {Tr} (A^{T})&=&\mathrm {Tr} (A),\\\end{matrix}}}
où AT désigne la transposée de A.
Autrement dit, la trace est une forme linéaire sur l'espace vectoriel ℳn(K) des matrices carrées d'ordre n, invariante par transposition.
L'application Tr étant une forme linéaire, son noyau est un hyperplan de ℳn(K).
Si maintenant A et B sont des matrices (n, m) et (m, n) (non nécessairement carrées, mais fournissant des matrices carrées par multiplication), on a l'identité :
{\displaystyle {\begin{matrix}\mathrm {Tr} (AB)&=&\mathrm {Tr} (BA).\\\end{matrix}}}
L'égalité précédente a pour conséquence l'identité suivante, valable pour toute matrice carrée A et pour toute matrice inversible P de même ordre :
{\displaystyle {\begin{matrix}\mathrm {Tr} (P^{-1}AP)&=&\mathrm {Tr} (A).\\\end{matrix}}}
Autrement dit, la trace est un « invariant de similitude » pour les matrices carrées d'ordre donné, c'est-à-dire que deux matrices semblables ont même trace, ce qui n'a rien de surprenant si l'on connaît le lien entre la trace et le polynôme caractéristique (voir infra) et l'invariance par similitude de ce dernier.
On peut montrer par une preuve assez brève, faisant intervenir les unités matricielles (en) (c.-à-d. les matrices de la base canonique de ℳn(K), qui sont les matrices dont un seul coefficient vaut 1 et tous les autres 0) qu'une forme linéaire sur l'espace ℳn(K) invariante par similitude est nécessairement proportionnelle à la trace,.
En particulier
- matrice nulle : Tr(0n, n) = 0 ;
- matrice identité : Tr(In) = n.

Applications
La trace du tenseur des contraintes T est un invariant. La pression isostatique vaut le tiers de la trace :
{\displaystyle p={\frac {\operatorname {Tr} (\mathrm {T} )}{3}}={\frac {\sigma _{11}+\sigma _{22}+\sigma _{33}}{3}}}.

### Trace d'un endomorphisme
Si la trace d'une matrice carrée peut être définie sans technicité particulière sur n'importe quel anneau commutatif, il n'en est pas de même pour la trace d'un endomorphisme. En utilisant une représentation matricielle, c'est faisable à assez peu de frais pour un endomorphisme d'espace vectoriel ; une construction plus abstraite, utilisant l'algèbre tensorielle, permet d'étendre le concept à certains endomorphismes de module — mais pas tous.

#### Dans un espace vectoriel
Si E est un espace vectoriel de dimension finie n, la trace d'un endomorphisme {\displaystyle u\in {\mathcal {L}}(E)}, notée {\displaystyle \mathrm {Tr} (u)}, est définie comme la trace de la matrice de u dans une base préalablement fixée {\displaystyle {\mathcal {B}}} de E. Cette définition ne dépend pas du choix arbitraire de {\displaystyle {\mathcal {B}}} car si {\displaystyle {\mathcal {B}}'} est une autre base, la « formule de changement de base » montre que les matrices de u respectivement dans {\displaystyle {\mathcal {B}}} et {\displaystyle {\mathcal {B}}'} sont semblables donc (cf. supra) ont même trace.
Les propriétés suivantes sont vérifiées pour tous les endomorphismes {\displaystyle u,v\in {\mathcal {L}}(E)}, tout scalaire {\displaystyle \alpha \in \mathbb {K} } et tout w ∈ GL(E) (c'est-à-dire que w est un automorphisme de E)
{\displaystyle {\begin{matrix}\mathrm {Tr} (u+v)&=&\mathrm {Tr} (u)+\mathrm {Tr} (v)\\\mathrm {Tr} (\alpha u)&=&\alpha \mathrm {Tr} (u)\\\mathrm {Tr} (u\circ v)&=&\mathrm {Tr} (v\circ u)\\\mathrm {Tr} (w^{-1}\circ u\circ w)&=&\mathrm {Tr} (u).\end{matrix}}}
Autrement dit : la trace est une forme linéaire sur l'espace vectoriel {\displaystyle {\mathcal {L}}(E)}, invariante par conjugaison.
De plus, {\displaystyle \mathrm {Tr} (u^{T})=\mathrm {Tr} (u)}, où {\displaystyle u^{T}\in {\mathcal {L}}(E^{*})} désigne l'application transposée de u.

#### Dans un module
En utilisant la contraction tensorielle, il est possible d'étendre le concept de trace aux endomorphismes des modules projectifs de type fini.

### Trace d'une forme quadratique
Soit (E,g) un espace euclidien. On définit une bijection (détaillée dans la section Forme bilinéaire symétrique (resp. forme hermitienne) associée de l'article Endomorphisme autoadjoint) entre les formes quadratiques q sur E, et les opérateurs symétriques A sur (E,g) par :
{\displaystyle q(v)=g(v,Av)}.
La trace de A est appelée trace de la forme quadratique q par rapport à g.

## Exemples
Soit E un K-espace vectoriel de dimension finie n.
- La trace de l'identité Id est : {\displaystyle \mathrm {Tr} (\mathrm {Id} )=n\cdot 1_{K}=\dim(E)\cdot 1_{K}}
- La trace d'une transvection est aussi dim E.
- La trace d'un projecteur vérifie Tr(p) = rg(p) 1K, où rg(p) est le rang de p[11].
- Pour deux endomorphismes u et v de E, on pose [u,v]=uv-vu (on l'appelle le commutateur de u et v). La trace de [u,v] est nulle : c'est une autre façon d'exprimer l'identité fondamentale Tr(uv)=Tr(vu).

Dans les espaces euclidiens :
- La trace d'une rotation de ℝ2 d'angle θ est donnée par Tr(Rθ) = 2 cos θ.
- De même, la trace d'une rotation d'axe Δ et d'angle θ dans l'espace à 3 dimensions est donnée par Tr(RΔ , θ) = 1 + 2 cos θ.

Pour des matrices :
- Toute permutation {\displaystyle \sigma \in {\mathfrak {S}}_{n}\,\!} (où {\displaystyle {\mathfrak {S}}_{n}\,\!} représente le groupe symétrique d'ordre n) est représentée par une matrice {\displaystyle M_{\sigma }=(m_{i\,j})_{1\leq i,j\leq n}\,\!} carrée d'ordre n, définie par :
{\displaystyle \left\{{\begin{array}{lll}m_{i\,j}&=1\quad &\mathrm {si} \quad \sigma (i)=j\\m_{i\,j}&=0\quad &\mathrm {sinon} \end{array}}\right.}
La trace de la matrice Mσ s'interprète alors comme le nombre de points fixes de la permutation σ :
{\displaystyle \mathrm {Tr} (M_{\sigma })=\mathrm {Card} \left\{i\in \{1,...,n\}\ |\ \sigma (i)=i\right\}}
- La trace de la matrice d'adjacence d'un graphe est nulle (si un sommet ne boucle pas sur lui-même).

## Trace, polynôme caractéristique et valeurs propres
Soit A une matrice carrée d'ordre n à coefficients dans un anneau commutatif.
On note pA(X) son polynôme caractéristique et ci le coefficient de Xi dans pA(X). En d'autres termes on pose 
où In désigne la matrice identité d'ordre n. Alors,

### Trace et polynôme caractéristique
On démontre l'égalité ci-dessus et, si
(où les λi appartiennent à un anneau commutatif contenant les coefficients de A), l'égalité suivante :

### Trace d'un polynôme de matrice
Soit q un polynôme (à coefficients dans un anneau commutatif contenant les λi ci-dessus et les coefficients de A). Alors :
En particularisant la formule précédente au monôme q = Xk, on obtient :
{\displaystyle {\textrm {Tr}}(A^{k})=\sum _{i=1}^{n}\lambda _{i}^{k}}.
En caractéristique nulle, les polynômes symétriques élémentaires peuvent être reconstitués polynomialement à partir des sommes de Newton, via les identités de Newton. De ce fait, il existe des formules polynomiales universelles permettant d'exprimer les coefficients du polynôme caractéristique d'une matrice (n,n) en fonction des traces de ses puissances (et même des puissances d'exposant inférieur ou égal à n). Pour en donner un exemple :
{\displaystyle c_{n-2}={\frac {{\textrm {Tr}}(A)^{2}-{\textrm {Tr}}(A^{2})}{2}}.}
En voici une application : si A est une matrice (n,n) à coefficients dans un corps de caractéristique nulle et vérifie : {\displaystyle \mathrm {Tr} (A)=\mathrm {Tr} (A^{2})=\dots =\mathrm {Tr} (A^{n})=0}, alors A est nilpotente.

## Applications

### Divergence
Étant donné un espace vectoriel réel E de dimension finie, le déterminant définit une application det de l'espace des opérateurs sur E vers R, qui est homogène de degré n. Le nombre det(u) s'exprime comme une fonction polynomiale en les coefficients de la matrice représentant u dans une base quelconque de E. La fonction det est donc différentiable. Sa différentielle en l'identité est la trace. Autrement dit, pour tout opérateur u sur E,
{\displaystyle {\textrm {det}}(I+u)=1+{\textrm {Tr}}(u)+o(u)}
où o(u) signifie que le reste est négligeable devant u quand u tend vers zéro. Comme conséquence, pour tout opérateur u sur E,
{\displaystyle \det(\exp(u))=\exp({\textrm {Tr}}(u))}.
En particulier, l'exponentielle de u est de déterminant 1 si et seulement si u est un opérateur de trace nulle. Ce résultat s'interprète dans la théorie des groupes de Lie comme suit. L'application det est un morphisme continu de groupes, du groupe linéaire GL(E) vers R. Son noyau, l'ensemble des opérateurs de déterminant 1, donc est un sous-groupe de GL(E), noté SL(E). Il s'agit d'un groupe de Lie classique, c'est-à-dire d'un sous-groupe fermé de GL(E). Géométriquement, un opérateur appartient à SL(E) si et seulement s'il préserve le volume de Lebesgue de E. Son algèbre de Lie est exactement l'ensemble des opérateurs u de trace nulle, noté {\displaystyle {\mathfrak {sl}}(E)}.
Sur un ouvert U de E, un champ de vecteurs X est une application {\displaystyle X:U\rightarrow \mathbb {R} ^{n}}. Si cette application est lipschitzienne, le théorème de Cauchy-Lipschitz affirme l'existence de solutions maximales de l'équation différentielle ordinaire 
{\displaystyle c'(t)=X(c(t))} (1).
Le flot de X est la famille de difféomorphismes ft qui envoient x sur c(t), où c est la solution de (1) avec comme condition initiale c(0)=x. Le flot est défini localement. On introduit la divergence de X
{\displaystyle {\rm {{div}(X)(x)={\rm {{Tr}(dX(x))}}}}}
où dX(x) désigne la différentielle de X en x, qui est un opérateur sur E. Le flot ft préserve le volume de Lebesgue ssi la divergence est nulle. Plus précisément, pour tout ouvert {\displaystyle \Omega } dont l'adhérence est incluse dans U,
{\displaystyle \left.{\frac {d}{dt}}\right|_{t=0}{\textrm {Vol}}(f_{t}(\Omega ))=\int _{\Omega }{\textrm {div}}(X)(x)dx}.
(Cette égalité permet d'étendre la définition de la divergence, par exemple sur des variétés orientées en présence de formes volumes.)

### Forme de Killing
Si {\displaystyle {\mathfrak {g}}} est une algèbre de Lie sur un corps K, la représentation adjointe de {\displaystyle {\mathfrak {g}}}, notée ad, est donnée par 
{\displaystyle {\textrm {ad}}(X)(Y)=[X,Y]}.
La forme de Killing sur {\displaystyle {\mathfrak {g}}} est la forme bilinéaire symétrique
{\displaystyle B(X,Y)={\textrm {Tr}}\left({\textrm {ad}}(X)\circ {\textrm {ad}}(Y)\right)}.
Les automorphismes de l'algèbre de Lie {\displaystyle {\mathfrak {g}}} préservent la forme de Killing. En particulier, sa représentation adjointe préserve B. La forme de Killing a été introduite par Élie Cartan pour caractériser la semi-simplicité des algèbres de Lie. Quand K=R, elle fournit aussi des informations sur le groupe de Lie associé. Voir critère de Cartan.
Soit G un groupe de Lie (par exemple, un sous-groupe fermé de GL(E)). Par définition, son algèbre de Lie est l'espace des champs de vecteurs sur G invariants à gauche, muni du crochet de Lie [,] (commutateur de champs de vecteurs). La forme de Killing associée B définit une métrique pseudo-riemannienne bi-invariante sur G. Si la forme de Killing B est définie positive, alors la métrique associée est une métrique riemannienne à courbure positive. Le théorème de Meyers implique que G est compact. D'autres liens existent.

### Produit scalaire canonique
Soit {\displaystyle A=(a_{i,j})_{1\leq i\leq n,\ 1\leq j\leq p}} et {\displaystyle B=(b_{i,j})_{1\leq i\leq n,\ 1\leq j\leq p}} deux matrices dans {\displaystyle {\mathcal {M}}_{n,p}(\mathbb {R} )}. On remarque que
{\displaystyle (A\mid B)=\sum _{1\leq i\leq n,\ 1\leq j\leq p}a_{i,j}b_{i,j}=\mathrm {Tr} (^{t}AB)=\mathrm {Tr} (^{t}BA)}
On dispose ainsi d'une écriture agréable du produit scalaire canonique sur l'espace {\displaystyle \mathbb {R} ^{np}}.
Si H est un espace euclidien ou hermitien, l'opérateur adjoint d'un opérateur u sur H est un opérateur sur H. On définit alors le produit scalaire suivant sur l'espace {\displaystyle {\mathcal {L}}(H)} des opérateurs sur H :
{\displaystyle (u\mid v)={\textrm {Tr}}(u^{*}v)}.
Avec cette définition, il apparait clairement que les opérateurs autoadjoints et les opérateurs antiautoadjoints forment deux sous-espaces orthogonaux de {\displaystyle {\mathcal {L}}(H)}. L'adjonction est la symétrie orthogonale par rapport à l'espace des opérateurs autoadjoints.

### Laplacien
Soit U un ouvert de l'espace vectoriel réel {\displaystyle \mathbb {R} ^{n}} contenant 0, et soit {\displaystyle f:U\rightarrow \mathbb {R} } de classe C2. La hessienne H de f en 0 est une forme bilinéaire symétrique sur E, vérifiant
{\displaystyle f(x)-f(0)=\mathrm {d} f(0)(x)+H(f)(x,x)+o(\|x\|^{2})}.
Par définition, le laplacien de f en 0 est la trace de la hessienne :
{\displaystyle \Delta f(0)=\mathrm {Tr} [H(f)(0)]=\sum _{i=1}^{n}{\frac {\partial ^{2}f}{\partial x_{i}^{2}}}(0).}
Les fonctions de classe C2 de laplacien nul sont dites harmoniques. Nécessairement analytiques, ces fonctions interviennent notamment en analyse complexe et en analyse fonctionnelle. En particulier, les fonctions de laplacien nul sont les solutions du problème de Dirichlet qui est la recherche des extrémales de l'énergie de Dirichlet.
Par ailleurs, la définition du Laplacien se généralise en géométrie différentielle pour des fonctions sur des variétés riemanniennes (opérateur de Laplace-Beltrami), mais aussi pour des objets plus généraux comme les formes différentielles. Y compris dans ce cadre plus général, la définition peut être donnée par des traces de formes bilinéaires. Les formes de laplacien nul sont appelées harmoniques, et la théorie de Hodge en montre l'importance.

### Termes de courbure
Étant donné une surface orientée lisse S de l'espace euclidien {\displaystyle \mathbb {R} ^{3}}, la courbure moyenne de S en x est la moyenne des deux courbures principales de S en x. Formellement, ces courbures sont les valeurs propres d'une forme quadratique sur le plan tangent TxS, appelée la seconde forme fondamentale de S en x, notée IIx. La courbure moyenne de S en x est 
{\displaystyle m(x)={\frac {\mathrm {Tr} (\mathrm {II} _{x})}{2}}}.
La définition de la courbure moyenne s'étend aux sous-variétés lisses N des variétés riemanniennes. Sa valeur en x n'est plus un scalaire mais un vecteur orthogonal à TxN, qui se définit encore au moyen de traces. Les sous-variétés de courbure moyenne nulle sont appelées minimales et sont les extrémales du volume riemannien.

## Opérateurs à trace
Soit H un espace de Hilbert, de base de Hilbert (ei)i∈I (non nécessairement dénombrable). Un opérateur borné A ∈ ℒ(H) est dit à trace si
(Cette somme ne dépend pas du choix de la base hilbertienne.)
Dans ce cas, on pose
Les opérateurs à trace sont compacts. Ils forment un idéal de ℒ(H) noté ℒ1(H), qui est complet pour la norme ‖ ‖1 définie ci-dessous. La trace Tr est une forme linéaire continue définie positive sur ℒ1(H). 
En dimension finie, la trace d'un opérateur est la somme des coefficients diagonaux d'une représentation matricielle. L'exemple suivant en est une généralisation. Soit μ une mesure borélienne sur un espace compact K. Soit f : K2 → ℝ une application continue. Sur l'espace de Hilbert L2(K,ℝ) des fonctions de K dans ℝ de carré sommable, l'opérateur intégral
est à trace, et sa trace vaut :